# 紀元前219年
紀元前219年（きげんぜん219ねん）

## 他の紀年法
- 干支 : 壬午
- 日本
  - 皇紀442年
  - 孝霊天皇72年
- 中国 : 秦 - 始皇28年
- 朝鮮 :
- ベトナム :
- 仏滅紀元 : 326年
- ユダヤ暦 :

## できごと

### アジア
- 始皇帝の命を受けた屠睢と趙佗が嶺南（ベトナム北部）に侵攻。
- 始皇帝が泰山で封禅の儀式を行う。
- 第四次シリア戦争。

### ヨーロッパ
- ハンニバルが都市サグントゥム（現サグント）を包囲攻撃し、8か月後に占領した。
- ルキウス・アエミリウス・パウルス、マルクス・リウィウス・サリナトルが共和政ローマの執政官に就任。
- ローマがイリュリアに侵攻した第二次イリュリア戦争終結。